# Bruno Pinheiro
Bruno Pinheiro, mit vollem Namen Bruno Filipe Tavares Pinheiro (* 21. August 1987 in Paranhos), ist ein portugiesischer Fußballspieler.

## Karriere

### Verein
Das Fußballspielen lernte Bruno Pinheiro in der Jugendmannschaft von Boavista Porto in Boavista, einem Stadtteil von Porto. Hier unterschrieb er 2006 auch seinen ersten Profivertrag. Für den Club absolvierte er 38 Spiele in der Ersten Liga, der Primeira Liga. Die Saison 2006–2007 wurde er an GD Ribeirão, einem Verein, der in der Dritten Liga, der Segunda Divisão Portuguesa spielte, ausgeliehen. Im Juli 2009 verließ er Portugal und wechselte nach Zypern, wo er einen Vertrag beim Erstligisten Aris Limassol unterschrieb. Nach 26 Spielen für Limassol ging er 2010 nach Polen. Hier unterschrieb er einen Vertrag bei Widzew Łódź. Der Verein aus Łódź spielte in der höchsten Liga, der Ekstraklasa. 38 Mal spielte er für Łódź in der Ersten Liga. 2012 ging er zurück nach Portugal. Hier schloss er sich dem Erstligisten Gil Vicente FC aus Barcelos an. Nach der Hinserie 2012 wechselte er Anfang 2013 nach Israel. Hier nahm ihn Maccabi Netanja unter Vertrag. Der Verein aus Netanja spielte in der Ersten Liag, der Ligat ha’Al. Bis Ende 2013 absolvierte er 14 Spiele für den Club. Anfang 2014 zog es ihn nach Griechenland, wo er die Rückrunde für Niki Volos FC 14 Mal auf dem Platz stand. Im August 2014 nahm ihn der indische Club FC Goa für vier Monate unter Vertrag. Zurück nach Griechenland ging er 2015. Hier schloss er sich Apollon Smyrnis aus der Hauptstadt Athen an. Nach einem halben Jahr wechselte er wieder nach Israel, wo er für den Erstligisten Hapoel Haifa spielte. In Haifa absolvierte er 55 Spiele in der Ligat ha’Al. Zu seinem ehemaligen Verein FC Goa ging er 2017. Für die Inder spielte er bis Ende 2018. Zur Saison 2019 wechselte er nach Thailand, wo er einen Vertrag beim Zweitligisten Army United aus Bangkok unterschrieb. Für die Army absolvierte er 2019 30 Zweitligaspiele. Nachdem der Club Ende 2019 bekannt gab, dass der Verein sich aus der Liga zurückzieht, wechselte er 2020 nach Hongkong, wo er sich dem Lee Man FC anschloss. Der Club spielte in der ersten Liga, der Hong Kong Premier League. Für Lee Man bestritt er fünf Erstligaspiele. Von Mitte Oktober 2021 bis Juni 2021 war Pinheiro vertrags- und vereinslos. Am 1. Juli 2021 verpflichtete ihn der portugiesische Verein Associação Recreativa de São Martinho aus São Martinho do Campo. Nach zwei Spielzeiten, in denen er 44 Ligaspiele bestritt, wechselte er im Sommer 2023 zum unterklassigen FC Maia Lidador.

### Nationalmannschaft
Bruno Pinheiro spielte von 2005 bis 2006 dreimal für die portugiesische U19–Nationalmannschaft. Sechsmal trug er von 2006 bis 2007 das Trikot der U20. Für die U21 stand er 2008 einmal auf dem Spielfeld. 2010 spielte er einmal für die U23.

## Erfolge
Niki Volos FC
- Gamma Ethniki: 2013/14